# La Huasteca 2.ª Sección (Alvarado la Raya)
La Huasteca 2.ª Sección (Alvarado la Raya) es una localidad del municipio de Centro ubicado en la subregión centro del estado mexicano de Tabasco.

## Geografía
La localidad de La Huasteca 2.ª Sección (Alvarado la Raya) se sitúa en las coordenadas geográficas 17°47′27″N 92°56′26″O / 17.790833, -92.940556, a una elevación de 14 metros sobre el nivel del mar.

## Demografía
Según el Censo de Población y Vivienda 2020, efectuado por el Instituto Nacional de Estadística y Geografía, la localidad de La Huasteca 2.ª Sección (Alvarado la Raya) tiene 1,436 habitantes, de los cuales 734 son del sexo masculino y 702 del sexo femenino. Su tasa de fecundidad es de 1.95 hijos por mujer y tiene 408 viviendas particulares habitadas.
| Gráfica de evolución demográfica de La Huasteca 2.ª Sección (Alvarado la Raya) entre 1970 y 2020 |
|                                                                                                  |
| INEGI.                                                                                           |